# Playing Robots into Heaven
Playing Robots into Heaven è il sesto album in studio del musicista e produttore inglese James Blake, pubblicato nel 2023.

## Tracce
1. Asking to Break – 2:52
2. Loading – 4:44
3. Tell Me – 5:00
4. Fall Back – 4:01
5. He's Been Wonderful – 3:21
6. Big Hammer – 4:00
7. I Want You to Know – 4:47
8. Night Sky – 3:39
9. Fire the Editor – 3:57
10. If You Can Hear Me – 2:24
11. Playing Robots into Heaven – 3:54